# L'Homme noir (roman)
Pour les articles homonymes, voir L'Homme noir.
L'Homme noir est un roman de fantasy écrit par Robin Hobb. Traduction française du deuxième tiers du livre original Fool's Fate publié en 2003, il a été publié en français le 9 novembre 2005 aux éditions Pygmalion et constitue le douzième tome de L'Assassin royal ainsi que le sixième tome du deuxième cycle.
Les événements relatés dans ce deuxième cycle se déroulent quinze ans après ceux décrits dans les six tomes du cycle précédent. Une autre série de Robin Hobb, Les Aventuriers de la mer, se déroulant dans le même monde, se situe chronologiquement entre ces deux cycles et introduit des personnages importants du deuxième cycle.

## Résumé
Après être arrivés sur le glacier où le Prince Devoir doit tuer le dragon pour pouvoir épouser la Narcheska outrilienne, Fitz et le Fou vont tomber dans un piège de la Femme pâle, et, en tentant de s'échapper du Palais des Glaces, ils vont trouver Glasfeu, que les sbires de leur ennemie tentent de tuer.